# Amulo (vescovo di Torino)
Amulo di Torino (... – Torino, 901) è stato un vescovo italiano.

## Biografia
Amulo fu vescovo di Torino dall'898 al 901.
Compare a Pavia in un diploma dell'imperatore Guido, datato 11 luglio 892, nel quale è detto "venerando presule della sacrosanta chiesa di Torino" 
Fu in guerra con la città di Torino, che all'epoca, non solo era sottoposta al suo dominio spirituale, ma anche a quello temporale, a tal punto che visse i tre anni del proprio episcopato in esilio, tornando in seguito violentemente per impossessarsi della città, facendone abbattere le mura difensive.
Morì a Torino nel 901